# أميرة (فلم 2014)
أميرة هو فيلم دراما إسرائيلي من بطولة شيرا هاس وكيرين مور. عرض الفيلم لأول مرة في مهرجان القدس السينمائي 2014.